# Фёдор Акинфович
Фёдор Аки́нфович (ум. после 1340) — боярин, воевода, старший сын Акинфа Гавриловича Великого.

## Биография
Впервые Фёдор упоминается в 1304 году. В этом году, согласно Симеоновской и Никоновской летописям после смерти великого князя Андрея Александровича Городецкого, он вместе с отцом, Акинфом Великим, перешёл на службу к тверскому князю Михаилу Ярославичу, который был утверждён в Орде новым великим князем Владимирским. В том же году Фёдор участвовал в походе, организованным его отцом Акинфом Великим, который, желал вернуть в подчинение великого князя Переяславское княжество, присоединённое к Московскому княжеству князем Даниилом Александровичем в 1302 году. Однако поход окончился неудачно. В Переяславле наместником сидел Иван, второй сын умершего в 1303 году Даниила Московского. Полки Акинфа осадили Переславль, однако в результате произошедшей битвы войско Акинфа потерпело поражение, а сам Акинф вместе с зятем Давыдом Давыдовичем погиб. Фёдор же с братом Иваном бежали с поля боя.
В следующий раз Фёдор появляется в источниках в 1339 году. В этом году по приказу хана в Золотой Орде были казнены тверской князь Александр Михайлович с сыном Фёдором, что освободило служивших им бояр от присяги. После этого многие тверские бояре перебрались на службу великому князю Ивану Калите. В числе их были и Фёдор с братом Иваном и двоюродным братом Александром Ивановичем Морхининым. Зимой 1339/1340 года Фёдор вместе с Александром Морхининым был воеводой отряда, отправленным Иваном Калитой по приказу хана для сопровождения ордынского посла Товлубия к Смоленску.
Больше Фёдор не упоминается. Согласно «Государеву родословцу» он умер бездетным. Существует гипотеза, выдвинутая П. Н. Петровым, по которой Фёдор Акинфович отождествлялся с Фёдором Бяконтом, родоначальником Бяконтовых, но никаких документальных оснований для такого отождествления не существует.

## В искусстве
Фёдор Акинфович является одним из действующих лиц в романах Дмитрия Балашова «Бремя власти» и «Симеон Гордый» из цикла «Государи Московские».